# Viola cucullata
Viola cucullata är en violväxtart som beskrevs av William Aiton. Viola cucullata ingår i släktet violer, och familjen violväxter. Inga underarter finns listade i Catalogue of Life.

## Bildgalleri

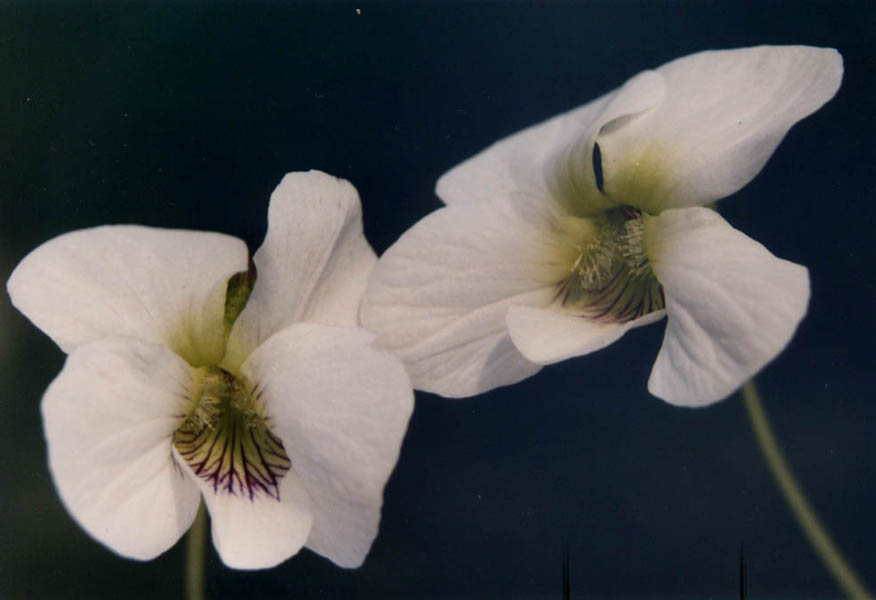
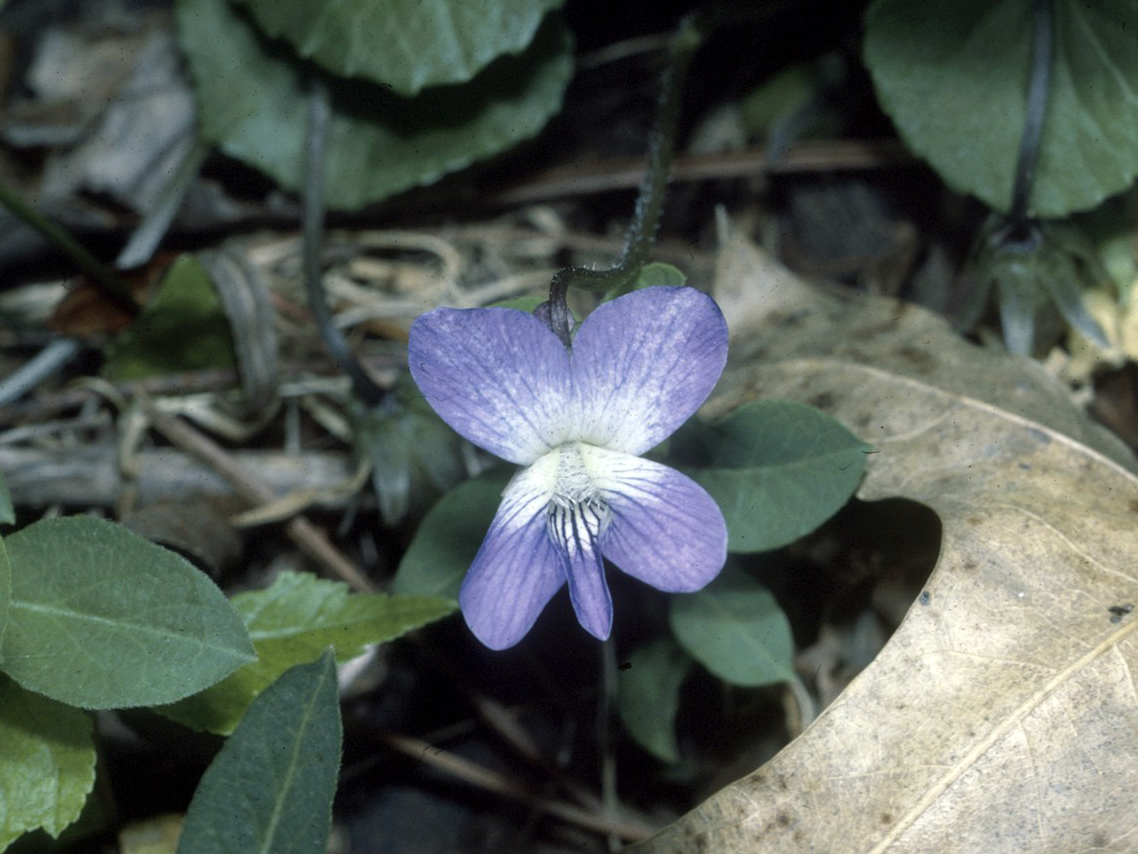